# JB SPORTSボクシングジム
JB SPORTS BOXING GYM（ジェイビースポーツボクシングジム）は、東京都足立区梅島にあるボクシングジム。かつては「JB SPORTS CLUB」だった。

## 概要
1993年、設立。
ジムの会長ははじめの一歩の作者森川ジョージ。以前は高橋直人が会長を務めていた。

## 主な所属選手

### 現役選手
- 田村亮一（第41代日本スーパーバンタム級王者、古口ジムから移籍）
- 山下賢哉（初代日本スーパーフライ級ユース王者、白井・具志堅スポーツジムから移籍）
- 澤田京介（日本バンタム級ランカー）
- 岩本星弥（第4代日本ユースライト級王者）

### 引退選手
- 須賀寿江
- 竹内佑典（元日本フェザー級ランカー）
- 福島学（世界挑戦1回、第25代日本スーパーバンタム級王者・第29代OPBF東洋太平洋スーパーバンタム級王者、花形ボクシングジムに移籍）
- 山口裕司（ヨネクラボクシングジムから移籍、ヨネクラジム時代にOPBF東洋太平洋ウェルター級王者）
- 小澤将司（1996年度東日本フェザー級新人王）